# Шематизам
Шематизам или схематизам је врста летописа и адресара која описују догађаје по хронолошком редоследу у епархијама Православне цркве.